# 七格骨牌

所有的七格骨牌（反射或旋轉視作同一種）

七格骨牌（Heptomino），又稱七連塊，是一種多格骨牌，每塊以七個全等的正方形連成，若反射或旋轉視作同一種共有108種。若反射的視為不同的骨牌，則有196種，若旋轉或反射的都視為不同的骨牌，共有760種相異的骨牌。

## 平面填充
所有108種七格骨牌中，有101種滿足康威準則，因此都可以只用同一種七格骨牌，來填滿整個平面，而另外七種七格骨牌中，有三種也可以只用同一種七格骨牌來填滿整個平面，因此，所有108種七格骨牌中，只有四種不能只用同一種七格骨牌來填滿整個平面。

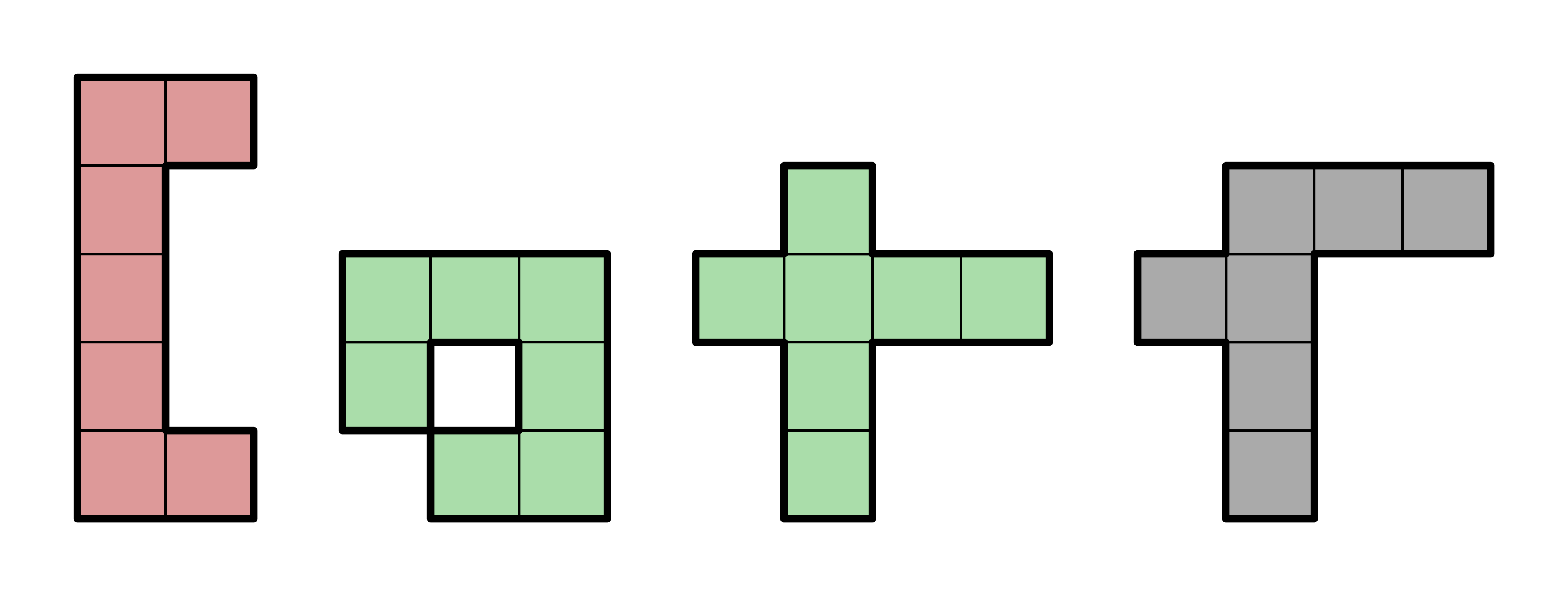
这四种七格骨牌不能填满整个平面，包括一个中间有洞的

雖然全部的七格骨牌一共有756格，但是並沒有辦法把它們拼成長方形（不像五格骨牌，可以把全部十二種五格骨牌拼成3×20，4×15，5×12或6×10的長方形），这是由於有一個中間有空洞的七格骨牌（第六橫列右邊數來第三個）导致的。有一个洞的757格长方形也不能被拼出，因为757是质数。
但是，如果去掉那个有洞的七格骨牌，剩下的七格骨牌可以拼成7x107的长方形。七格骨牌可以拼成三個正中間有一格空洞的11×23的長方形。所有的七格骨牌可以拼成12个有一个洞的8x8正方形。